# Folketingsvalget 1984
Folketingsvalget den 10. januar 1984 var det 59. valg til Folketinget i Kongeriget Danmark. Valget blev udskrevet af statsminister Poul Schlüter 15. december 1983.
Valget blev en realitet, da både Socialdemokratiet og Fremskridtspartiet sammen med den øvrige opposition stemte imod regeringens forslag til finanslov for 1984.
Valget blev det første møde med vælgerne for Firkløverregeringen, der i 1982 var blevet dannet af Det Konservative Folkeparti, Venstre, Centrum-Demokraterne og Kristeligt Folkeparti.
I valgkampen forsøgte Socialdemokratiet med sloganet "Stop konservatismen" at kæde Poul Schlüter sammen med 1980'ernes internationale ny-konservative bølge og sammenlignede den danske statsminister med Ronald Reagan og Margaret Thatcher. Schlüter forsøgte på sin side at fremstille valget som et valg mellem hans optimisme og fremgang og en tilbagevenden til Anker Jørgensens sortsyn og handlingslammelse fra 1970'erne.
Valget blev en personlig triumf for Poul Schlüter, der gav Det Konservative Folkeparti dets bedste valg nogensinde ligesom regeringspartierne samlet set blev styrket på trods af en halvering af Centrum-Demokraterne.
Bare tre måneder efter valget indtraf der en splittelse i Fremskridtspartiet, idet to medlemmer ikke kunne forlige sig med Mogens Glistrups arbejdsmetoder. Ole Maisted blev løsgænger og stiftede senere partiet De Frie Demokrater, som dog blev nedlagt allerede i 1986, medens John Arentoft skiftede til de Konservative.
Valgdeltagelsen steg med 5,2 procentpoint fra 83,2% ved det forrige valg i 1981 til 88,4% af de stemmeberettigede ved dette valg.

## Valgresultat
| Parti                            | Parti                            | Stemmer   | %      | Mandater | +/–     |
| -------------------------------- | -------------------------------- | --------- | ------ | -------- | ------- |
|                                  | Socialdemokratiet                | 1.062.561 | 31,60  | 56       | 3       |
|                                  | Det Konservative Folkeparti      | 788.224   | 23,45  | 42       | 16      |
|                                  | Venstre                          | 405.737   | 12,07  | 22       | 2       |
|                                  | Socialistisk Folkeparti          | 387.122   | 11,51  | 21       | Uændret |
|                                  | Det Radikale Venstre             | 184.642   | 5,49   | 10       | 1       |
|                                  | Centrum-Demokraterne             | 154.553   | 4,60   | 8        | 7       |
|                                  | Fremskridtspartiet               | 120.641   | 3,59   | 6        | 10      |
|                                  | Kristeligt Folkeparti            | 91.623    | 2,73   | 5        | 1       |
|                                  | Venstresocialisterne             | 89.356    | 2,66   | 5        | Uændret |
|                                  | Danmarks Retsforbund             | 50.381    | 1,50   | 0        | Uændret |
|                                  | Danmarks Kommunistiske Parti     | 23.085    | 0,69   | 0        | Uændret |
|                                  | Socialistisk Arbejderparti       | 2.151     | 0,06   | 0        | Uændret |
|                                  | Marxistisk-Leninistisk Parti     | 978       | 0,03   | 0        | NYT     |
|                                  | Udenfor partierne                | 956       | 0,03   | 0        | Uændret |
| I alt                            | I alt                            | 3.362.010 | 100,00 | 175      | 0       |
|                                  |                                  |           |        |          |         |
| Gyldige stemmer                  | Gyldige stemmer                  | 3.362.010 | 99,27  |          |         |
| Ugyldige/blanke stemmer          | Ugyldige/blanke stemmer          | 24.723    | 0,73   |          |         |
| Stemmer i alt                    | Stemmer i alt                    | 3.386.733 | 100,00 |          |         |
| Stemmeberettigede/valgdeltagelse | Stemmeberettigede/valgdeltagelse | 3.829.604 | 88,44  |          |         |
| Kilde:                           |                                  |           |        |          |         |